# Avon Park
Avon Park és una població dels Estats Units a l'estat de Florida. Segons el cens de l'1 de juliol de 2007 tenia 9.030 habitants.

## Demografia
Segons el cens del 2000, Avon Park tenia 8.542 habitants, 3.218 habitatges, i 2.114 famílies. La densitat de població era de 710,8 habitants per km².
Dels 3.218 habitatges en un 28,1% hi vivien nens de menys de 18 anys, en un 43,6% hi vivien parelles casades, en un 17,2% dones solteres, i en un 34,3% no eren unitats familiars. En el 28,2% dels habitatges hi vivien persones soles el 14,7% de les quals corresponia a persones de 65 anys o més que vivien soles. El nombre mitjà de persones vivint en cada habitatge era de 2,59 i el nombre mitjà de persones que vivien en cada família era de 3,08.
Per edats la població es repartia de la següent manera: un 26,5% tenia menys de 18 anys, un 11,1% entre 18 i 24, un 23,6% entre 25 i 44, un 18,3% de 45 a 60 i un 20,5% 65 anys o més.
L'edat mediana era de 36 anys. Per cada 100 dones de 18 o més anys hi havia 94,2 homes.
La renda mediana per habitatge era de 23.576 $ i la renda mediana per família de 27.617 $. Els homes tenien una renda mediana de 21.890 $ mentre que les dones 18.678 $. La renda per capita de la població era d'11.897 $. Entorn del 21,3% de les famílies i el 27,6% de la població estaven per davall del llindar de pobresa.

## Poblacions més properes
El següent diagrama mostra les poblacions més properes.